# Lysiosquillina maculata
Espèce
Lysiosquillina maculata, la squille zébrée, mante rayée ou mante rasoir, est une espèce de squille ou « crevette-mante » que l'on trouve dans le bassin Indo-Pacifique, de l'Afrique de l'Est aux îles Galápagos et les îles d'Hawaï. Avec une longueur pouvant atteindre 40 cm, L. maculata est la plus grande crevette mante du monde. On distingue L. maculata de son congénère L. sulcata par le plus grand nombre de dents sur les derniers segments de ses pattes avant et par la coloration de l'endopode uropodal, dont la moitié distale est sombre chez L. maculata mais pas dans. L. sulcata. Une petite pêche artisanale existe pour cette espèce.